# Cratoxylum glaucum
Cratoxylum glaucum är en johannesörtsväxtart som beskrevs av Pieter Willem Korthals. Cratoxylum glaucum ingår i släktet Cratoxylum och familjen johannesörtsväxter. Inga underarter finns listade i Catalogue of Life.